# Nutley (Hampshire)
Pour les articles homonymes, voir Nutley.
Nutley est une paroisse civile et un village du Hampshire, en Angleterre.